# Volkspartei Niederösterreich
Die Volkspartei Niederösterreich (VPNÖ) ist die Landesorganisation (auch Landespartei) der Österreichischen Volkspartei (ÖVP) im österreichischen Bundesland Niederösterreich. Die bürgerlich-konservative Partei ist seit 1945 die führende politische Kraft in Niederösterreich und stellt seither durchgängig die Landeshauptleute. Landesparteiobfrau ist seit 2017 Landeshauptfrau Johanna Mikl-Leitner.

## Landesparteiobleute
- 19. Juni 1945 bis 8. November 1959: Julius Raab[2]
- 5. Oktober 1951 bis 8. November 1959: Hans Sassmann
- 8. November 1959 bis 9. November 1965: Leopold Figl
- 18. Juli 1965 bis 14. Oktober 1966: Eduard Hartmann
- 24. November 1966 bis 29. November 1975: Georg Prader
- 29. November 1975 bis 8. November 1980: Andreas Maurer
- 8. November 1980 bis 4. April 1992: Siegfried Ludwig
- 4. April 1992 bis 25. März 2017: Erwin Pröll
- seit 25. März 2017: Johanna Mikl-Leitner[2]

## Landesgeschäftsführer
- 2003 bis 2015: Gerhard Karner
- 2015 bis 2023: Bernhard Ebner[3]
- seit 1. September 2023: Matthias Zauner[3][4]

## Klubobleute
- 2000 bis 2023: Klaus Schneeberger
- 2023 bis 2025: Jochen Danninger
- ab 2025: Kurt Hackl[1]

## Wahlergebnisse der VPNÖ
| Jahr | Stimmenanteil | Mandate |
| ---- | ------------- | ------- |
| 1945 | 54,5          | 32      |
| 1949 | 52,5          | 31      |
| 1954 | 50,7          | 30      |
| 1959 | 50,9          | 31      |
| 1964 | 51,7          | 31      |
| 1969 | 50,4          | 30      |
| 1974 | 52,1          | 31      |
| 1979 | 49,6          | 29      |
| 1983 | 54,6          | 32      |
| 1988 | 47,6          | 29      |
| 1993 | 44,2          | 26      |
| 1998 | 44,9          | 27      |
| 2003 | 53,3          | 31      |
| 2008 | 54,4          | 31      |
| 2013 | 50,8          | 30      |
| 2018 | 49,6          | 29      |
| 2023 | 39,9          | 23      |